# Androsace khumbuensis
Androsace khumbuensis — вид рослин роду переломник (Androsace) родини первоцвітові (Primulaceae).

## Історія
25 травня 1952 року відбулась Швейцарська Альпіністична експедиція, яка проводила розвідку для нового маршруту на г. Еверест. Де було взято в щілинах скель три зразка росли на висоті 6350-6400 м з Непальської сторони.
Висушені зразки цієї експедиції залишались забутими до 2017 року, до тих пір, поки французький біолог Седрік Дентант не вирішив їх дослідити.

## Етимологія
Вид названий на честь льодовика Кхумбу.